# جو النسيم (مأرب)

تعديل مصدري - تعديل

جو النسيم هي إحدى قرى عزلة ال جلال بمديرية مأرب التابعة لمحافظة مأرب، بلغ تعداد سكانها 548 نسمة حسب تعداد اليمن لعام 2004.